# Karl Malmström
Karl Malmström, född 27 december 1875 i Göteborgs Karl Johans församling, död 6 september 1938 i Göteborgs Johannebergs församling, var en svensk simhoppare. Han blev olympisk silvermedaljör i varierande hopp i London 1908.